# Chain Lightning
Chain Lightning er en amerikansk stumfilm fra 1922 af Ben F. Wilson.

## Medvirkende
- Norval MacGregor som Major Lee Pomeroy
- Joseph W. Girard som George Bradley
- William A. Carroll som Red Rollins
- Jack Dougherty som Bob Bradley
- Ann Little som Peggy Pomeroy